# Рябчик кавказский
Рябчик кавказский (лат. Fritillaria caucasica) — малоазийско-кавказский вид травянистых растений рода Рябчик (Fritillaria) семейства Лилейные (Liliaceae).

## Ботаническое описание
Многолетнее травянистое растение, сизое от воскового налета, (15) 20—25 (40) см высотой. Луковица приплюснуто-шаровидная, беловатая, 1,5 см длиной и 2,5 см шириной. Стебель одиночный, прямостоячий, облиственный. 
Листья очерёдные, ланцетные, 2—6 (8) см длиной и 0,8—1,5 (2,5) см шириной.
Цветок одиночный (редко их 2), поникший, 2—2,5 см длиной. Околоцветник колокольчато-конический, тёмно-фиолетовый, без шахматного рисунка. Столбик цельный, со слабо 3-лопастным рыльцем.
Плод — продолговато-овальная, гладкая коробочка
Ранневесенний эфемероид.

## Распространение
Основной ареал растения находится в Центральном Закавказье. На Северном Кавказе встречается в районе Кавказских Минеральных Вод, в окрестностях городов Пятигорска и Кисловодска, а также в Кабардино-Балкарии и Северной Осетии. За пределами Кавказа встречается в Турции и Иране.

## Экология
Криптофит, геофит. Произрастает в средней горной полосе на субальпийских и альпийских лугах, на щебнистых и каменистых задернованных склонах, в зарослях кустарников.

## Охрана
Вид внесён в Красные книги России, Южной Осетии и некоторых субъектов России: республик Адыгея (охраняется на территории КГПБЗ), Дагестан, Ингушетия, Северная Осетия — Алания; Ставропольский край (памятник природы «Гора Лысая»).